# Scirtes zerchei
Scirtes zerchei es una especie de coleóptero de la familia Scirtidae.

## Distribución geográfica
Habita en Filipinas.